# 雙電離氧

雙電離氧的發射線：禁線以綠色顯示。

雙電離氧 (也稱為[O III]) 是電離O2+的一條禁線，它值得注意的是以500.7奈米的綠色譜線為主，並輔以495.9的第二條譜線。濃縮了的[O III]只曾在瀰漫和行星狀星雲中發現過。因此，窄頻的濾波器被用來分離501nm和496nm波長的光，對觀察這些天體是很有用的，可以用來篩選和在黑暗的背景中，當[O III]的頻率不是很明顯的時候，可以獲得更高的對比 (可能也可以減經大氣層的光汙染)。
這些發射線是1860年代在行星狀星雲的譜線中發現的。在當時，它們被認為是新的元素，並被稱為 (nebulium)。在1927年，艾拉·斯普拉格·鲍恩得到現在的解釋：它們是雙電離氧的譜線。